# Stinsenplant

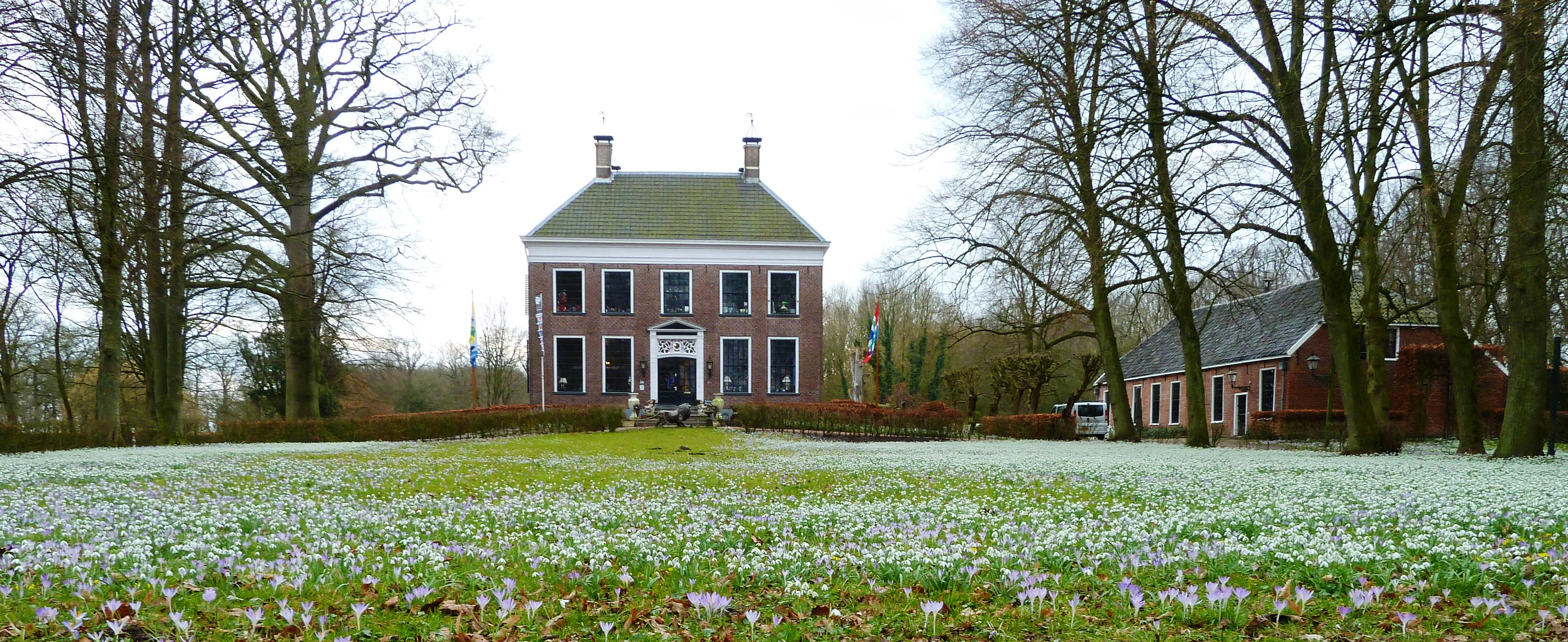
Stinsenflora met sneeuwklokje, boerenkrokus en winterakoniet, bij de Ennemaborg in Groningen

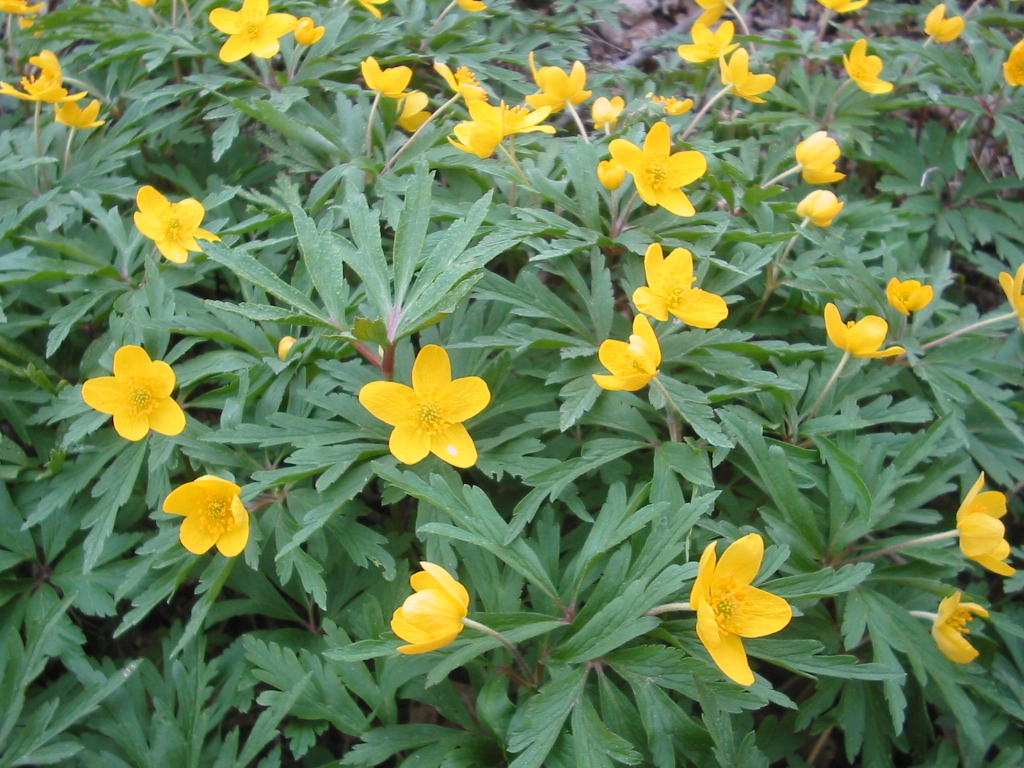
Gele anemoon (Anemone ranunculoides) komt in Nederland voor als stinsenplant

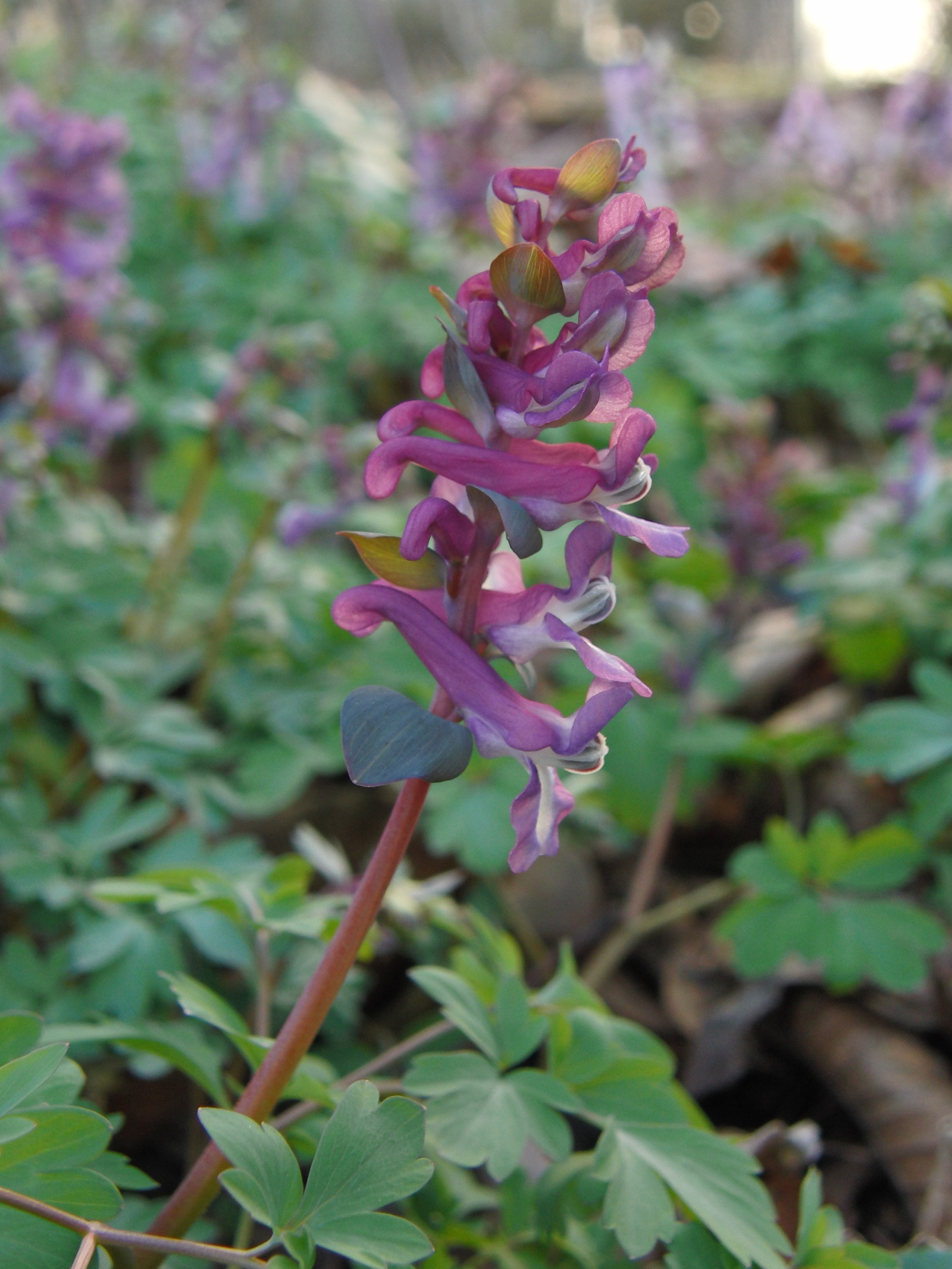
Holwortel (Corydalis cava)

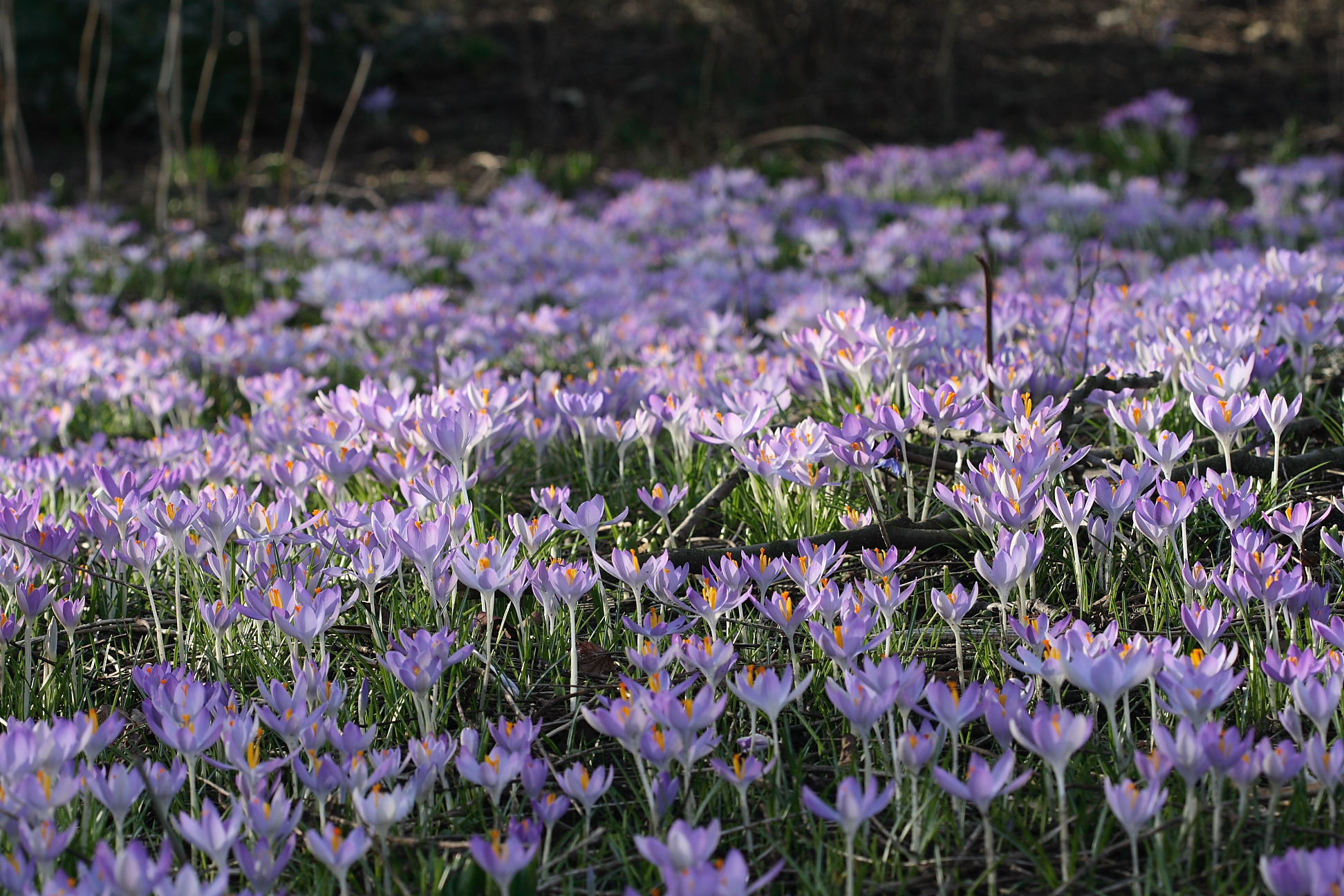
Boerenkrokus (Crocus tommasinianus)

Een stinsenplant, stinzenplant of stinsplant is een agriofyt die specifiek voorkomt in landgoederen, boerenhoven, pastorietuinen en dergelijke. Het gaat veelal om ingevoerde sierplanten die zich konden handhaven of die verwilderd zijn. Hun natuurlijke verspreidingsgebied hebben ze veelal veel zuidelijker. De benaming verwijst naar stinsen. Ze is gangbaar in Nederland en in Duitsland (Stinsenpflanze) en wordt ook vrijwel uitsluitend gebruikt voor planten in deze gebieden.

## Herkomst van de naam
Het woord stinsenplant (stinzenplant) komt van het Friese woord stins, dat stenen huis betekent. Er wordt een versterkt en met stenen gebouwd huis mee bedoeld. Dit waren de woningen van adellijke of aanzienlijke heren, die dikwijls landgoederen bezaten. In Friesland is het specifiek bij stinsen voorkomen van plantensoorten voor het eerst beschreven. Het woord stinsenplant is waarschijnlijk voor het eerst gebruikt door de heemkundige Jacob Botke (1877-1939) in 1932, die hierbij geïnspireerd werd door de naam stinzeblomkes, die de bevolking van Veenwouden gaf aan Haarlems klokkenspel, dat daar rondom de Schierstins groeide. Na 1950 raakte de term ingeburgerd en werden stinsenplanten ook buiten Friesland gevonden, bijvoorbeeld in Groningen op borgterreinen (daar börgbloumkes genoemd), maar ook veel op de Utrechtse landgoederen. De term stinsenplant is toen ook buiten Friesland gebruikelijk geworden, voor het eerst in een publicatie uit 1957 van Jansen over de flora van een oude buitenplaats in Neerijnen.
Het meervoud van stins wordt uitgesproken met een z. Het woord is in dit opzicht te vergelijken met grens - grenzen en niet met mens (vroeger: mensch) - mensen. De spelling met een z wordt erkend sinds 2015.

## Kenmerken
Stinsenplanten zijn in de regel voorjaarsbloeiers met opvallende bloemen. Deze planten zijn lang geleden van buiten Nederland aangevoerd en aangeplant om te verwilderen en hebben weten stand te houden. Sommige soorten, zoals de vingerhelmbloem, komen van nature wel in Nederland voor. Door de aanplant buiten hun natuurlijke verspreidingsgebied kunnen ze regionaal als stinsenplanten beschouwd worden. Een andere categorie, de Nederlandse stinsenplanten, komt van nature niet in Nederland voor, maar het areaal ligt meestal niet ver buiten de grenzen. Voorbeelden hiervan zijn de holwortel en de winterakoniet. Deze soorten verwilderen gemakkelijk in het stinsenmilieu. De laatste categorie zijn de exotische stinsenplanten. Een voorbeeld hiervan is de keizerskroon (Fritillaria imperialis), die oorspronkelijk uit Azië komt. Deze plant handhaaft zich wel in het stinsenmilieu, maar verspreidt zich niet verder.
Sommige stinsenplanten, zoals het sneeuwklokje (Galanthus spec.) en het lenteklokje (Leucojum vernum L.), worden al vanaf de late middeleeuwen gekweekt. Het aanplanten van stinsenplanten kreeg aan het eind van de 18e eeuw een grote impuls door de opkomst van de Engelse tuin. Het ideaal van deze tuinarchitectuur was de natuurlijke schoonheid, die men verder wilde perfectioneren. Daarom werden er planten uitgezet ter verwildering. Deze werden vaak uit Midden- en Zuid-Europa gehaald. Om de planten te laten aanslaan voegde men veel kalkrijk puin toe, wat inderdaad gunstig is voor deze soorten. Verscheidene stinsenplanten waren in het kader van de Flora- en faunawet aangewezen als beschermde soort. Voorbeelden: daslook (Allium ursinum L.), herfsttijloos (Colchicum autumnale L.) en de beide genoemde soorten vogelmelk (Ornithogalum umbellatum en O. nutans). Dat betekent onder meer, dat in het wild voorkomende exemplaren van deze soorten niet verzameld of verhandeld mochten worden. De stinsenplanten staan niet op de lijst van beschermde soorten van de opvolger van de Flora- en faunawet: de Wet natuurbescherming.

## Lijst van stinsenplanten

### Typische stinsenplanten
- Adderwortel (Persicaria bistorta (L.) Samp.)
- Blauwe anemoon (Anemone apennina L.)
- Blauwe druifjes (Muscari botryoides (L.) Mill.)
- Bosanemoon (Anemone nemorosa L.)
- Boerenkrokus (Crocus tommasinianus Herb.)
- Bonte krokus (Crocus vernus (L.) Hill)
- Bosgeelster (Gagea lutea (L.) Ker Gawl)
- Bostulp (Tulipa sylvestris L.)
- Daslook (Allium ursinum L.)
- Gele anemoon (Anemone ranunculoides L.)
- Gevlekt longkruid (Pulmonaria officinalis L.)
- Gevlekte aronskelk (Arum maculatum L.)
- Gewone vogelmelk (Ornithogalum umbellatum L.)
- Grote bosaardbei (Fragaria moschata Decne)
- Hartbladzonnebloem (Doronicum pardalianches L.)
- Holwortel (Corydalis cava (L.) Schweigg. & Koerte)
- Herfsttijloos (Colchicum autumnale L.)
- Italiaanse aronskelk (Arum italicum Mill.)
- Haarlems klokkenspel (Saxifraga granulata L. 'Plena')
- Knikkende vogelmelk (Ornithogalum nutans L.)
- Kievitsbloem (Fritillaria meleagris L.)
- Kraailook (Allium vineale L.)
- Lelietje-van-dalen (Convallaria majalis L.)
- Lenteklokje (Leucojum vernum L.)
- Mansoor (Asarum europaeum L.)
- Oosterse sterhyacint (Scilla siberica Haw.)
- Sneeuwklokje (Galanthus spec.)
- Vingerhelmbloem (Corydalis solida (L.) Clairv.)
- Vroege sterhyacint (Scilla bifolia L.)
- Weegbreezonnebloem (Doronicum plantagineum L.)
- Wilde hyacint (Scilla non-scripta (L.) Hoffmanns. & Link)
- Wilde narcis (Narcissus pseudonarcissus ssp. pseudonarcissus)
- Winterakoniet (Eranthis hyemalis (L.) Salisb.)

### Bijgoed
De volgende planten worden met betrekking tot de stinsenflora als bijgoed gezien:
- Alpenbes (Ribes alpinum L.)
- Armbloemig look (Allium paradoxum (Bieb.) G. Don)
- Beemdooievaarsbek (Geranium pratense L.)
- Bergbeemdgras (Poa chaixii Vill.)
- Blauwe anemoon (Anemone apennina L.)
- Bloedzuring (Rumex sanguineus L.)
- Bosvergeet-mij-nietje (Myosotis sylvatica Hoffm.)
- Daglelies (Hemerocallis spec.)
- Donkere ooievaarsbek (Geranium phaeum L.)
- Dikkemanskruid (Pachysandra terminalis)
- Elfenbloempje  (Epimedium alpinum L.)
- Fluitenkruid (Anthriscus sylvestris (L.) Hoffm.)
- Gele dovenetel (Lamiastrum galeobdolon (L.) Ehrend. & Polatschek)
- Gevlekte dovenetel (Lamium maculatum L.)
- Grote sneeuwroem (Scilla siehei (Stapf) Speta)
- Gebroken hartje (Dicentra spectabilis)
- Gulden sleutelbloem (Primula veris L.)
- Japans hoefblad (Petasites japonicus)
- Japanse duizendknoop (Fallopia japonica (Houtt.) Ronse Decr.)
- Maarts viooltje (Viola odorata L.)
- Monnikskap (Aconitum spec.)
- Kaukasisch sneeuwklokje (Galanthus caucasicus)
- Keizerskroon (Fritillaria imperialis)
- Kleine maagdenpalm (Vinca minor L.)
- Kleine sneeuwroem (Chionodoxa sardensis)
- Kruipend zenegroen (Ajuga reptans L.)
- Lievevrouwebedstro (Galium odoratum (L.) Scop.)
- Leverbloempje (Hepatica nobilis)
- Oosterse anemoon (Anemone blanda)
- Overblijvende ossentong (Pentaglottis sempervirens (L.) Tausch ex L.H. Bailey)
- Prachtframboos (Rubus spectabilis Pursh)
- Pastinaak (Pastinaca sativa L.)
- Robertskruid (Geranium robertianum L.)
- Roomse kervel (Myrrhis odorata (L.) Scop.)
- Salomonszegel (Polygonatum spec.)
- Slanke sleutelbloem (Primula elatior (L.) Hill)
- Sneeuwbes (Symphoricarpos albus (L.) S.F. Blake)
- Speenkruid (Ficaria verna)
- Stinkend nieskruid (Helleborus foetidus L.)
- Struisvaren (Matteuccia struthiopteris (L.) Tod.)
- Stengelloze sleutelbloem (Primula vulgaris Huds.)
- Turkse lelie (Lilium martagon)
- Tuinkamperfoelie (Lonicera caprifolium)
- Voorjaarszonnebloem (Doronicum spec.)
- Voorjaarshelmkruid (Scrophularia vernalis L.)
- Wilde akelei (Aquilegia vulgaris L.)
- Wit hoefblad (Petasites albus)
- Wrangwortel (Helleborus viridis L.)
- Zevenblad (Aegopodium podagraria L.)
- Zomerklokje (Leucojum aestivum L.)